# Arakava Eriko
Arakava Eriko (荒川 恵理子; Hepburn: Arakawa Eriko) (Tokió, 1979. október 30. –) japán válogatott labdarúgó.

## Klub
A labdarúgást a Nippon TV Beleza csapatában kezdte. 1997 és 2009 között a Nippon TV Beleza csapatában játszott. 140 bajnoki mérkőzésen lépett pályára és 68 gólt szerzett. 2009 óta a Gold Pride, a Nippon TV Beleza, az Urawa Reds, a Chifure AS Elfen Saitama és a Nippon Sport Science University Fields Yokohama csapatában játszott.

## Nemzeti válogatott
2000-ben debütált a japán válogatottban. A japán válogatott tagjaként részt vett a 2003-as, a 2007-es világbajnokságon, a 2004. és a 2008. évi nyári olimpiai játékokon. A japán válogatottban 72 mérkőzést játszott.

## Statisztika
| Japán válogatott | Japán válogatott | Japán válogatott |
| Időszak          | Mérk.            | gól              |
| ---------------- | ---------------- | ---------------- |
| 2000             | 2                | 0                |
| 2001             | 0                | 0                |
| 2002             | 0                | 0                |
| 2003             | 13               | 5                |
| 2004             | 10               | 5                |
| 2005             | 0                | 0                |
| 2006             | 14               | 3                |
| 2007             | 15               | 4                |
| 2008             | 14               | 3                |
| 2009             | 1                | 0                |
| 2010             | 0                | 0                |
| 2011             | 3                | 0                |
| Összesen         | 72               | 20               |

## Sikerei, díjai
Japán válogatott
- Ázsia-kupa:  Bronz; 2008

Klub
- Japán bajnokság: 2000, 2001, 2002, 2005, 2006, 2007, 2008, 2015

Egyéni
- Az év Japán csapatában: 2003, 2004, 2010